# 中沢彦吉
中沢 彦吉（なかざわ ひこきち、天保10年2月27日（1839年4月10日） - 明治45年（1912年）5月6日）は、幕末・明治時代の政治家、実業家。衆議院議員、東京市会議長等を歴任。中沢銀行と八十四銀行を創立した。従六位。号は蘭谷。

## 経歴
江戸京橋に、代々酒醤油問屋を営む豪商・中澤彦左衛門の長男として生まれる。父の屋敷は町奉行・細井安芸守抱屋敷南隣にあった。
中澤家は全国でも有数の醤油問屋であり、1891年（明治24年）当時の所得は東京醤油問屋の浜口吉右衛門（ヤマサ醤油創業者）の2万円台には及ばないが、茂木佐平治と茂木七郎右衛門（野田醤油、後のキッコーマン創業者）の所得はいずれも1万円台で中沢と等しく、その他の問屋を大きく上回っていた。明治12年（1879年）に東京醤油問屋組合が結成されると、岩崎重次郎、鈴木忠右衛門と共に代表となった。
幼い頃から家業に従事。はじめ、伊勢国の漢学者・土井聱牙について漢学を修める。土井は、津藩（藤堂藩）の200石取りの儒学者で名は土井有恪、聱牙は号である。安政6年（1859年）頃から学び始め、儒学や漢学を修めた。次いで、福澤諭吉が築地鉄砲洲の中津藩江戸屋敷内に開設した慶應義塾に入塾。同門に飯田平作、瀧沢直作、矢野文雄、熊谷辰太郎、新宮涼園、箕作佳吉、高山紀斎など。
慶應義塾を卒業後、海運業者の「奴利屋」を興す。明治2年（1869年）に東京商業会議所が組織されると、東京商業会議所常議委員となる。会頭は渋沢栄一、副会頭に益田孝、奥三郎兵衛の2名、常議委員に益田克徳、小林義則、辻条吉、伊井吉之助、中沢、中野武営、太田実の7名が選ばれた。ついで、東京商社をおこし開墾会社頭取となり、芝公園内の料亭・紅葉館の社長となった。
第2回衆議院議員総選挙に東京府第3区で独立倶楽部の推薦で出馬し当選。同時に京橋区より選出されて東京市会議員となる。第6回衆議院議員総選挙では旧自由党系に推されて出馬。同選挙区の司法次官・山田喜之助と論戦になり、山田が司法次官の職権を濫用して選挙中に中沢派に圧迫を加え、警察権を濫用したとして提訴される京橋事件の発端となった。明治40年（1907年）に東京市議長に就任。東京市会議長就任時には、下水道整備などに尽力。
明治30年（1897年）に八十四銀行を創立。八十四銀行はもと第八十四銀行と称し、石川県大聖寺に明治11年（1878年）に設立された国立銀行であったが、のち本店を東京に移し大聖寺の店舗を支店とした。明治30年（1897年）、国立銀行としての営業満期直前に中沢が譲り受けて株式組織の普通銀行として新たに営業を開始することとなった。
この他、日印紡織発起人、日本電灯会長、東武鉄道創立発起人、総武鉄道常議員、京橘銀行頭取、興業貯蓄銀行頭取、東京建物会社長、八十二銀行取締役、横浜正金銀行発起人、八十四銀行、横浜電気鉄道、日本窯業、東京建築取締役、東京硫酸取締役、札幌木村会長、東京電燈取締役、東京海上保険監査投等を歴任。明治24年（1891年）には当時の京橋区内において大倉喜八郎に次いで、所得税納入者中、2位に入る。
他、八重洲京橋区宝町（旧町名）の名付け親や安田善次郎の後見人として知られる。また、書をよくし画を好み、集古会が結成されると賛助会員となった。息子の2代目中沢彦吉は白井遠平の四男・時三として1877年に生まれ、1902年に先代彦吉の養子となり1912年に家督を相続した。大正15年（1926年）に早世したが、ルノワールの亡くなる1919年に、ルノワール本人に会い、その年に描いた作品を買って戻って来たほどの収集家であった。